# Novovorónej
Novovorónej - Нововоронеж (rus) - és una ciutat de l'óblast de Vorónej, a Rússia.

## Història
Novovorónej és una 'vila satèl·lit d'una central nuclear' (en rus Города-спутники АЭС), nom donat per la Unió Soviètica a les ciutats destinades a acollir el personal d'una central nuclear. La central nuclear de Novovorónej fou la primera central nuclear construïda a Rússia. Els treballs començaren el 1957 i entrà en funcionament el 1964.

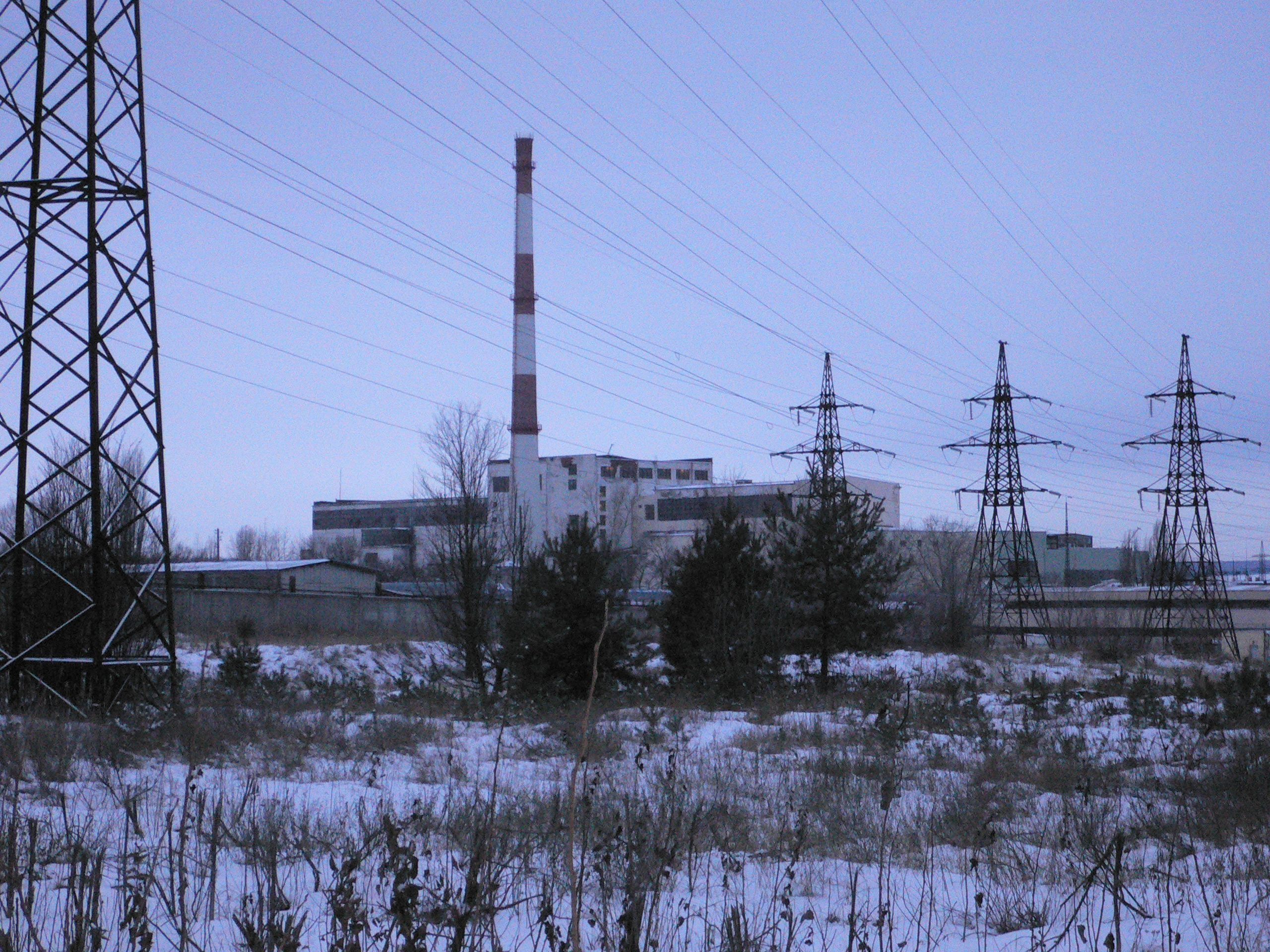
Central nuclear de Novovorónej.